# Michel Berthaud
Pour les articles homonymes, voir Berthaud.
Michel Berthaud est un photographe français, né à Vienne (Isère) le 9 novembre 1845 et mort à Bragny-sur-Saône le 9 novembre 1912.

## Biographie
Fils d'Anne-Marie Barrault et de Jean Berthaud, fabriquant de draps installé à Paris, quai de Gesvres, Michel Berthaud avec ses frères Jean et Georges, connus bientôt sous le nom de « Frères Berthaud » ou « Berthaud Frères », ouvrent au début des années 1860, à Paris, au 9 rue Cadet, un studio photographique. L'établissement prend le nom de « Maison Hélios ». Il déménagera en 1900 au 31 rue de Bellefond. En 1862-1863, Eadweard Muybridge y fait son apprentissage.
Michel Berthaud devient un membre actif de la Chambre syndicale de la photographie ayant prononcé un discours remarqué en juin 1865. Il en devient président en 1876.
De 1867 à 1870, il se met en affaires avec le peintre-graveur Étienne Berne-Bellecour, et après 1871, devient le seul propriétaire de l'entreprise Hélios, jusqu'à la fin des années 1890. De nombreuses succursales sont ouvertes en France, dont à Abbeville, Amiens, Boulogne-sur-Mer, Chartres, Dreux, Évreux, Louviers et Troyes.
Il devient membre de la Société française de photographie à partir de 1873. Il signe la plupart de ses portraits « M. Berthaud ». Les productions adoptent le format cabinet et ses variantes, et utilisent les techniques et procédés de phototypie, associant la lithographie.
Il fait partie du jury de la section photographie lors de l'Exposition universelle de 1878 à Paris.
Il entre au comité d'organisation du Congrès international de photographie qui se tient à Paris en août 1889, en même temps que l'Exposition universelle ; il remporte la médaille d'or.
En 1894, il est nommé vice-président du comité photographique dans le cadre de l'Exposition universelle d'Anvers. En 1897, il assume le même poste lors de l'Exposition internationale de Bruxelles.
Entre 1898 et, au moins, 1908, Michel et ses frères dirigent une maison d'édition spécialisée dans la carte postale qui prend le nom de « B. F., Paris »,.
Dans le cadre de l'Exposition universelle de Paris en 1900, il assure le rôle de secrétaire du comité photographique, aux côté de Étienne-Jules Marey (président), Alphonse Davanne (vice-président), et Léon Vidal (rapporteur).
Michel Berthaud meurt à Bragny-sur-Saône le 9 novembre 1912, jour de son 67e anniversaire.

## Œuvre

### Conservation
- Paris, Bibliothèque nationale de France[9]
- Paris, musée Carnavalet[10].
- Paris, musée d'Orsay.

### Exemples de clichés

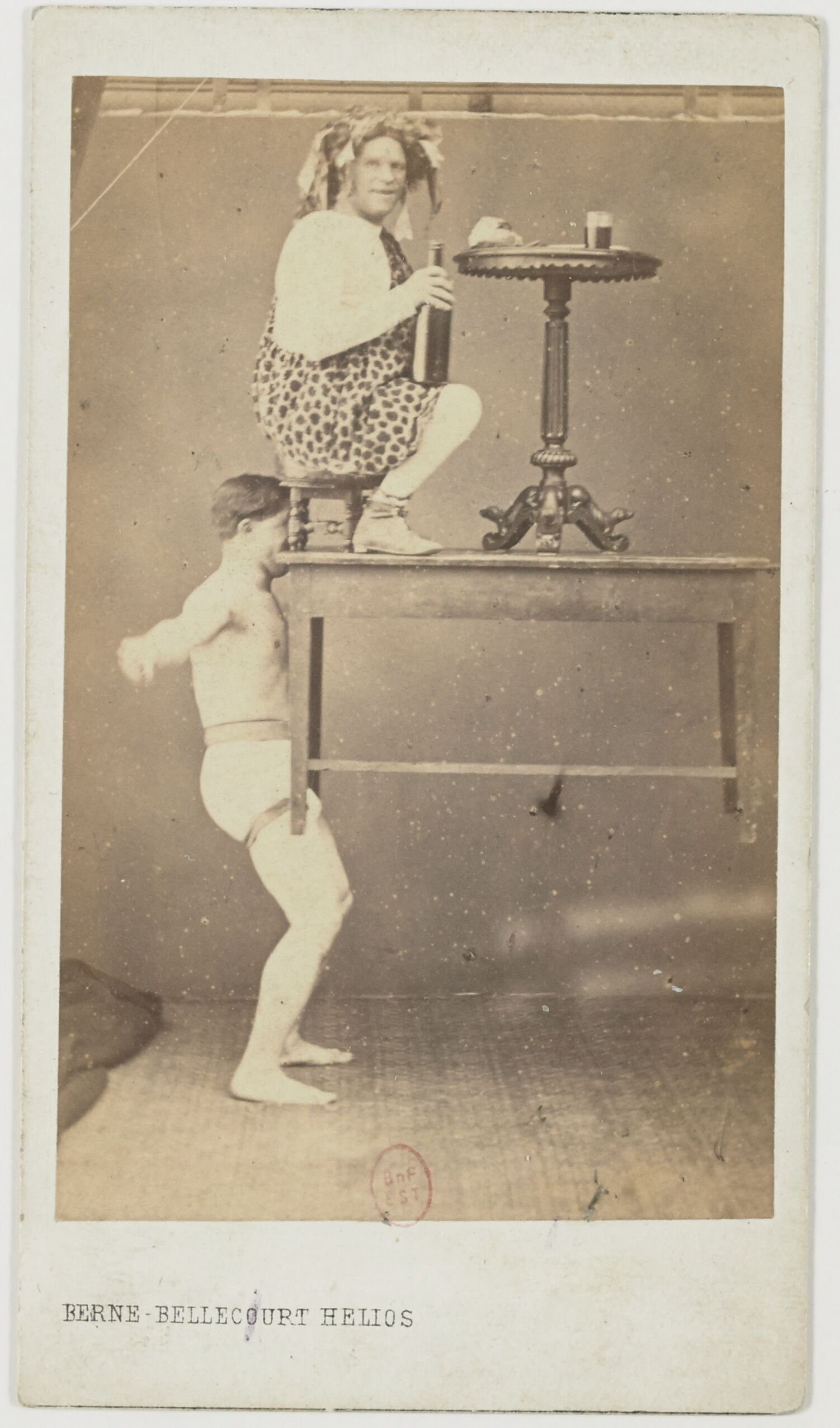
Artistes de cirque (fin des années 1860), tirage Hélios / CDV
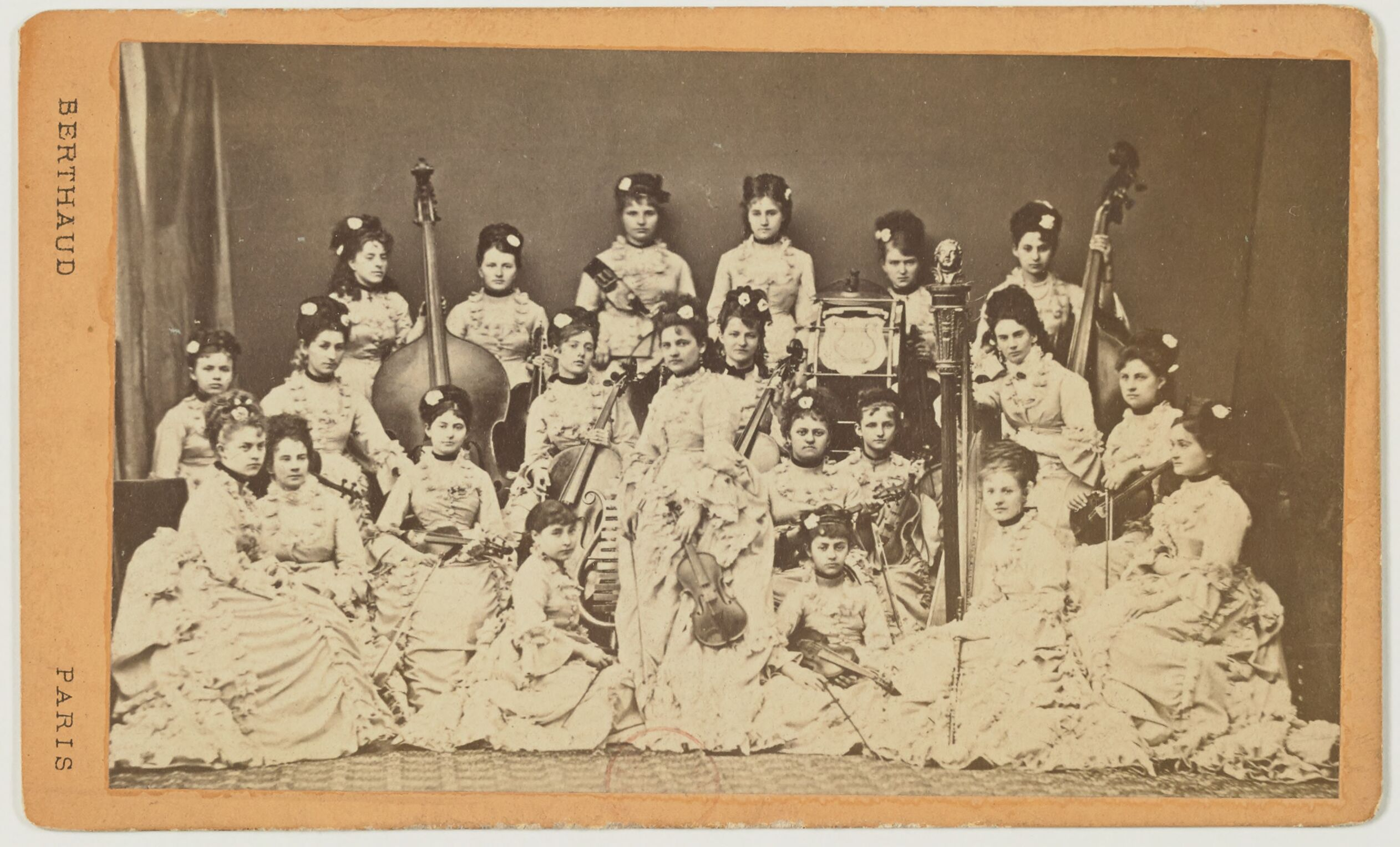
Orchestre de femmes musiciennes (s.d.)
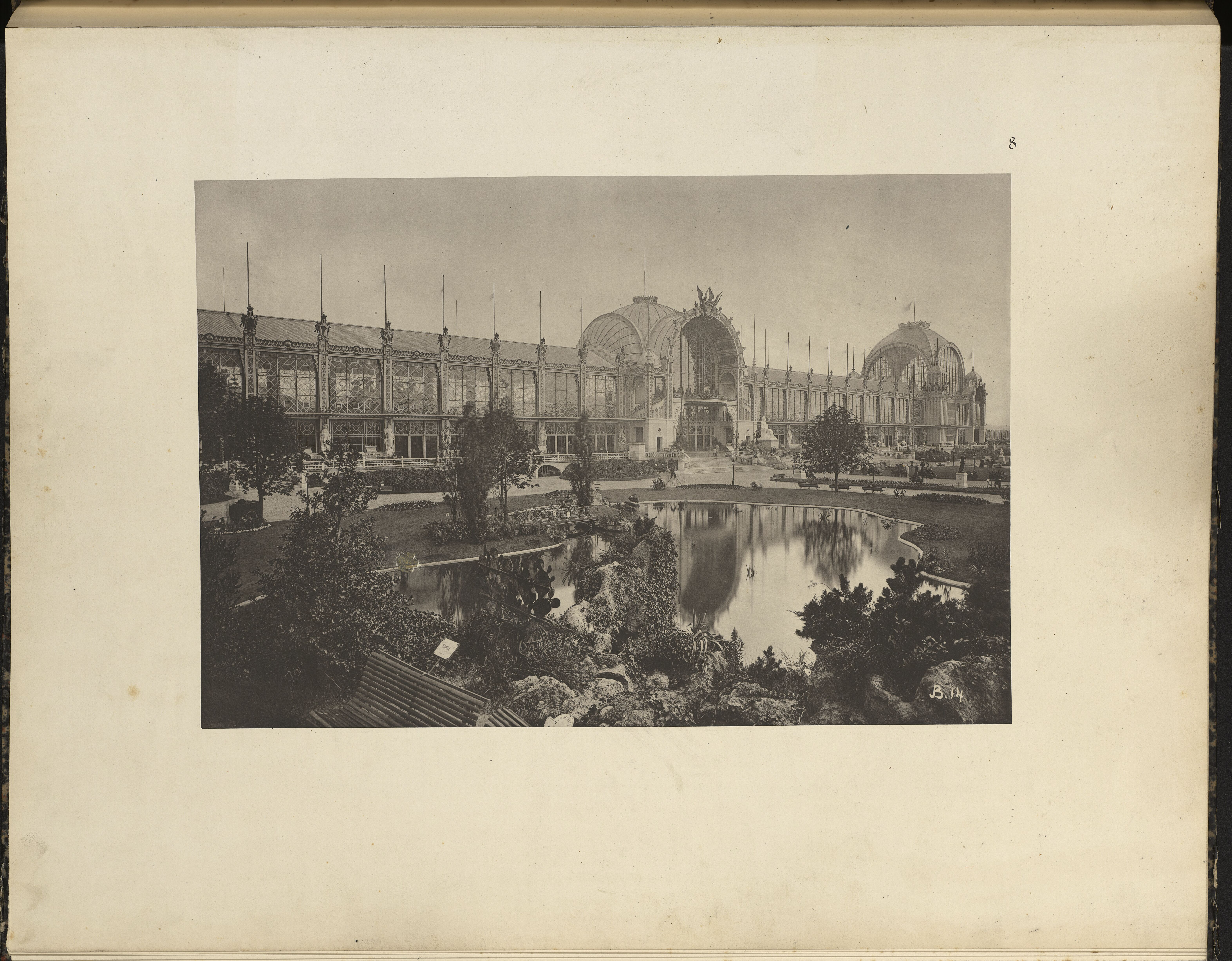
Vue sur le palais du Champ de Mars (1878)
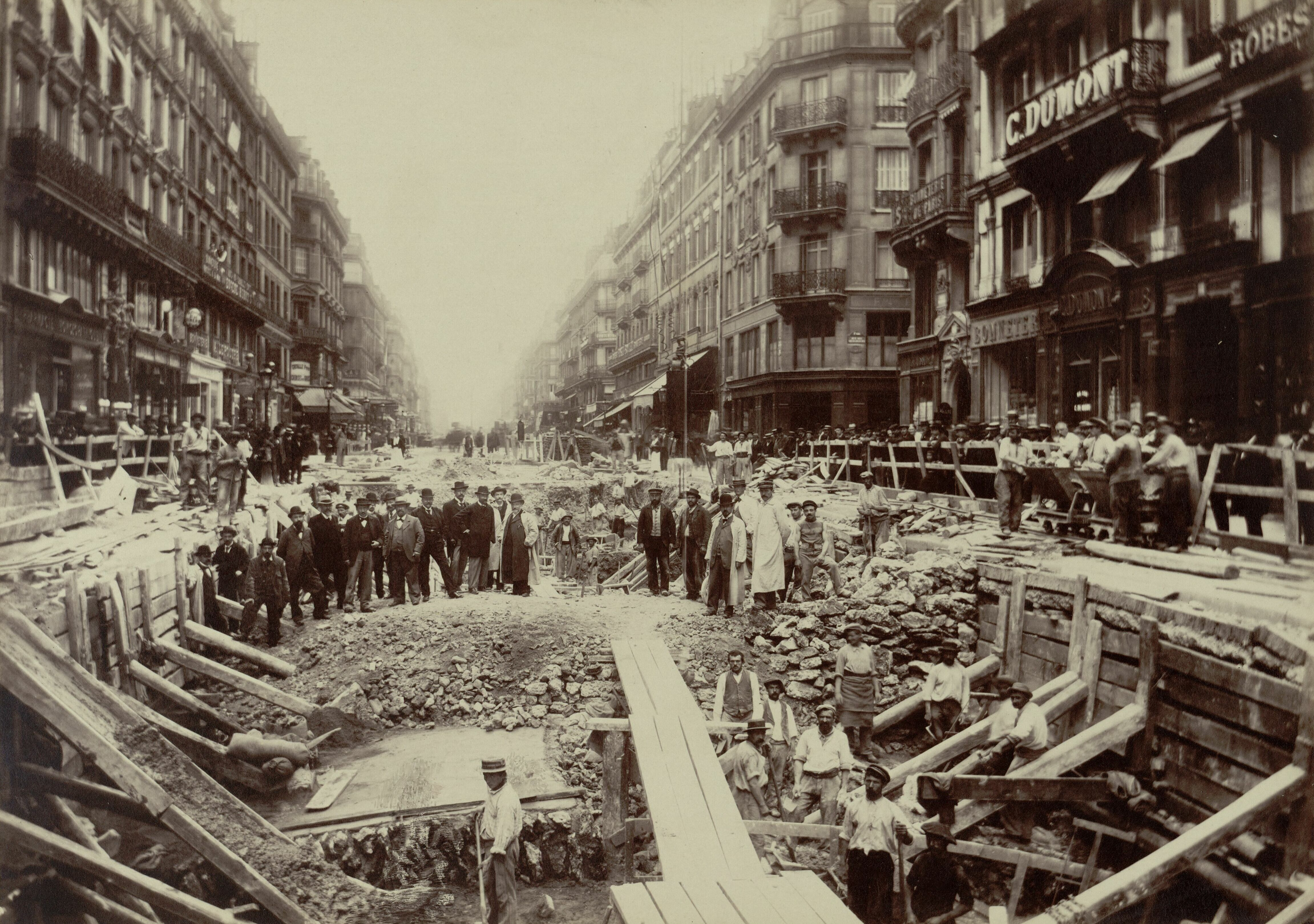
Construction du métropolitain parisien (1899)